# Mourvilles-Basses
Mourvilles-Basses település Franciaországban, Haute-Garonne megyében. Lakosainak száma 80 fő (2022. január 1.). Mourvilles-Basses Tarabel, Caragoudes, Labastide-Beauvoir, Saint-Germier és Varennes községekkel határos.

## Népesség
A település népességének változása:
| Lakosok száma | 80   | 58   | 57   | 57   | 73   | 70   | 75   | 78   | 80   | 80   |
|               | 1968 | 1982 | 1990 | 2006 | 2013 | 2015 | 2017 | 2019 | 2020 | 2022 |